# Frías
Frías é um município da Espanha na província de Burgos, comunidade autónoma de Castela e Leão, de área 32 km² com população de 384 habitantes (2007) e densidade populacional de 10,66 hab/km².
Possuidora do título de cidade (será a cidade mais pequena de Espanha, com 265 habitantes), sobre o morro de La Muela, nas margens do rio Ebro, formando uma peculiar silhueta emoldurada pelo pico Humión. Em torno do castelo dos Velasco e da igreja de São Vicente Mártir apinham-se as casas caiadas, penduradas na rocha, desafiando as leis da gravidade.
Faz parte da rede das Aldeias mais bonitas de Espanha.

## Demografia
| Variação demográfica do município entre 1991 e 2004 | Variação demográfica do município entre 1991 e 2004 | Variação demográfica do município entre 1991 e 2004 | Variação demográfica do município entre 1991 e 2004 |
| --------------------------------------------------- | --------------------------------------------------- | --------------------------------------------------- | --------------------------------------------------- |
| 1991                                                | 1996                                                | 2001                                                | 2004                                                |
| 331                                                 | 330                                                 | 257                                                 | 314                                                 |

## Património
- Castelo de Frías, espectacular castelo que mistura construções dos séculos XII ao XVI, sobre o penhasco de La Muela, em pleno centro urbano de Frías.